# Самолюс Валеранда
Са́молюс Валера́нда (лат. Sāmolus valerāndi) — типовой вид рода Самолюс (Samolus) семейства Первоцветные (Primulaceae).

## Ботаническое описание

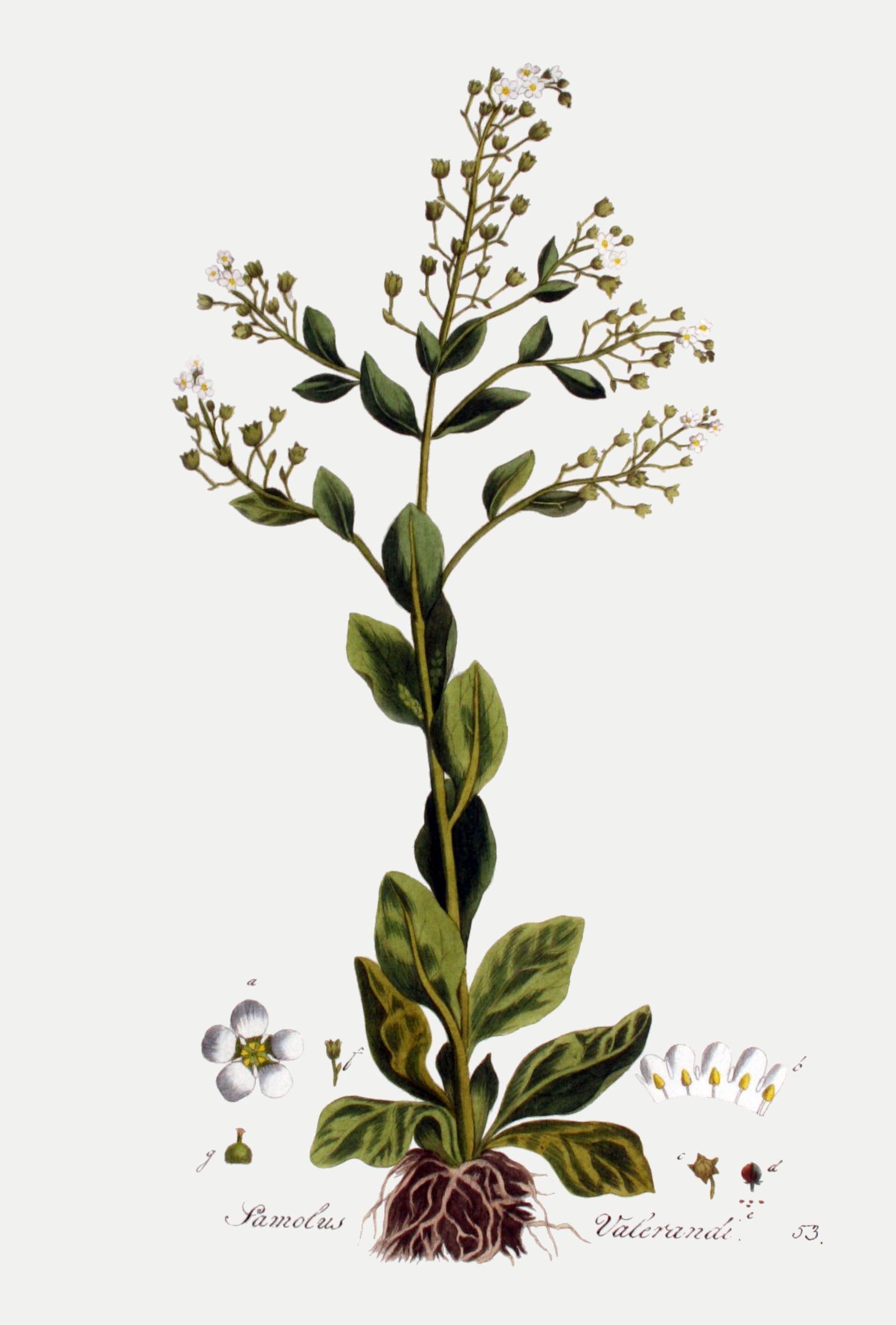
Самолюс Валеранда (Samolus valerandi).

Многолетнее травянистое растение от 5 до 50 см высотой, неопушено и может быть полностью голым. Сочные, блестящие базальные листья достигают 2—6 см в длину и 0,5—2 см в ширину, от обратнояйцевидной до лопатовидной формы, собраны в прикорневую розетку. Верхние стеблевые листья мельче, располагаются очерёдно.
Соцветие слегка рыхлое. Цветоножка каждого цветка очень тонкая, около 1 см в длину. Некоторые из них снабжены маленькими листьями. Белые венчики цветков достигают лишь 3—4 мм в диаметре.
Плод — сферическая коробочка, короче чашечки. Семена долго сохраняют жизнеспособность.
В каждой клетке растения находится от 12 до 18 хромосом.

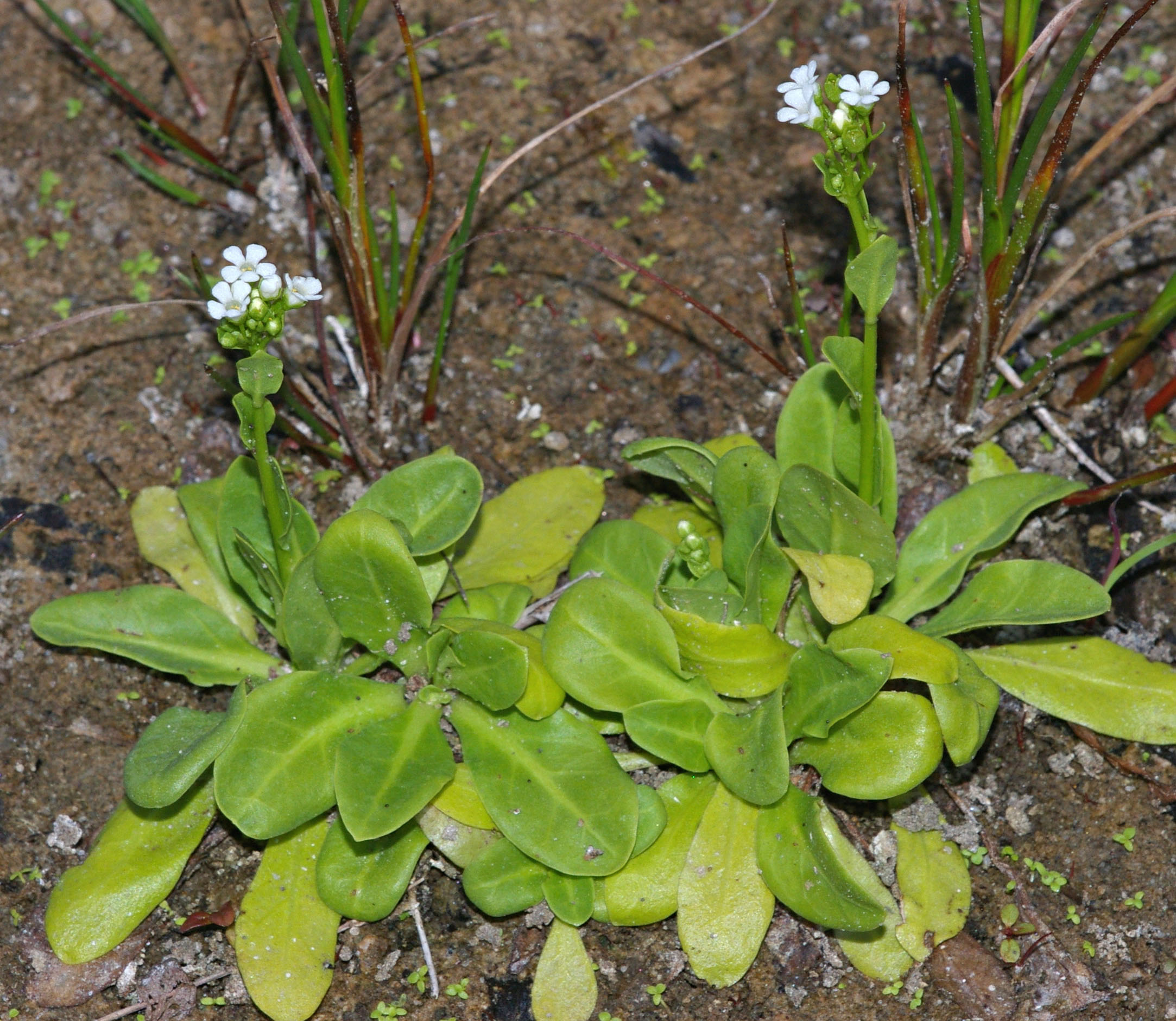
Общий вид растений
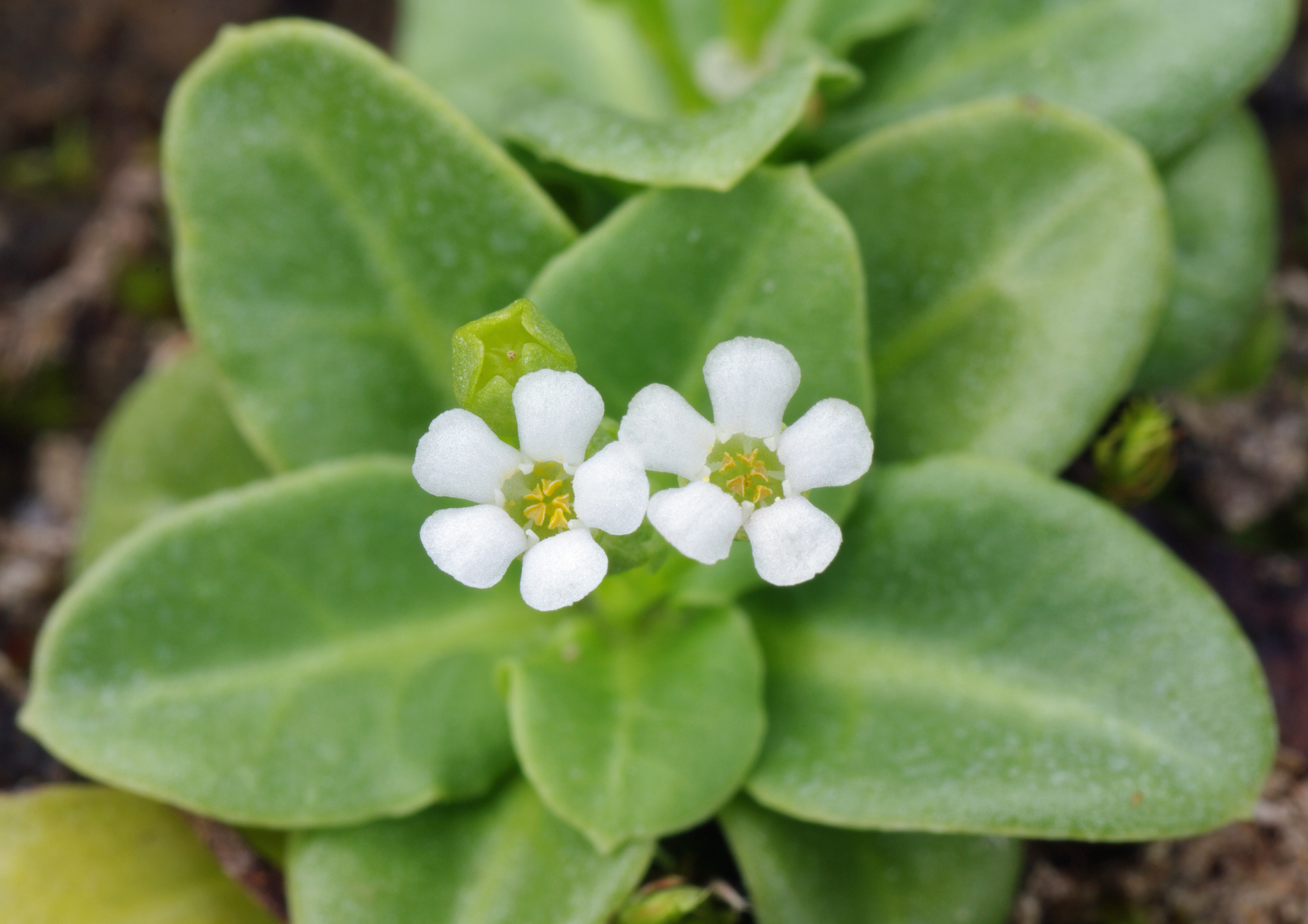
Цветки
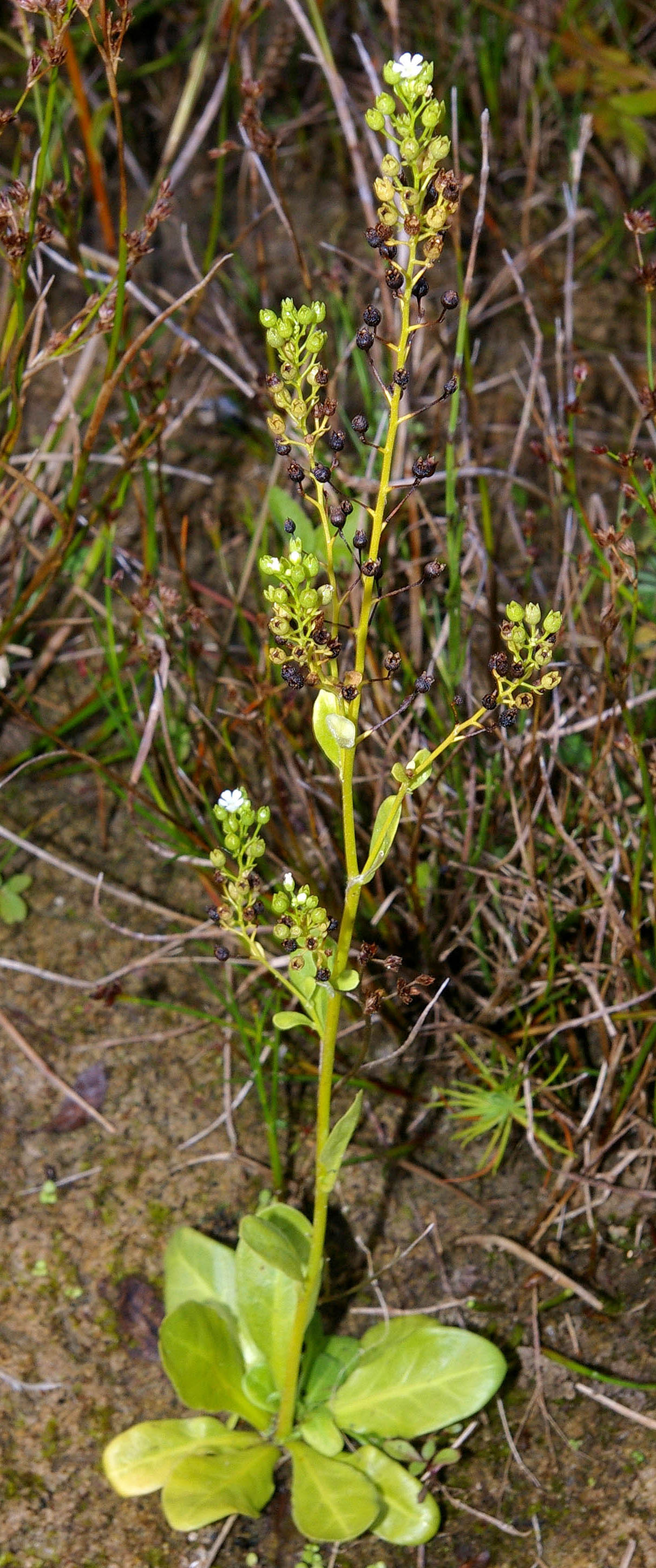
Внешний вид (сентябрь)

## Распространение
Широко распространён в различных частях Европы, на Ближнем Востоке и в Северной Африке. Есть популяции в Японии и Северной Америке.

## Местообитание
Обычно растёт на влажных, часто временно затопляемых, нередко засолённых местах. Самолюс Валеранда может обитать в таких местах, как берега водоёмов, солоноватые воды тростниковых зарослей или влажные долины  прибрежных дюн. Предпочитает тень и полутень.
Может расти вместе с армерией приморской (Armeria maritima), бескильницей (Puccinellia), ситником Жерара (Juncus gerardii), триостренником приморским (Triglochin maritima), млечником приморским (Glaux maritima), схеноплектусом Табернемонтана (Schoenoplectus tabernaemontani).

## Экология
Зиму растение переживает как гемикриптофит. Насекомоопыляемое растение (энтомофилия). Плоды распространяются водой. Они, будучи клейкими, прикрепляются к животным и ими переносятся.

## Охрана
По всей Европе самолюс Валеранда находится в опасности из-за разрушения естественных мест обитания.

## Хозяйственное значение и применение
Растение может выращиваться в садах около прудов и в заболоченных местах. Предпочитает лёгкие (песчаные), средние (глинистые) и тяжёлые почвы, преимущественно с нейтральным или щелочным характером. Не выносит тени, предпочитает ясные, солнечные места. Иногда самолюс Валеранда выращивают в аквариумах, хотя он, будучи полностью погружённым в воду, способен жить лишь короткое время.

## Синонимика
- Anagallis aquatica Endl. ex Ledeb.
- Samolus americanus Spreng.
- Samolus aquaticus Lam.
- Samolus beccabungae-facie Gilib.
- Samolus caulescens Willd. ex Roem. & Schult.
- Samolus floribundus Kunth
- Samolus geniculatus Dulac
- Samolus parviflorus Raf.
- Samolus valerandi var. americanus A.Gray
- Samolus valerandi var. floribundus (Kunth) R.Knuth
- Samolus valerandi subsp. parviflorus (Raf.) Hultén[1]